# Cupressopathes paniculata
Cupressopathes paniculata är en korallart som först beskrevs av Eugen Johann Christoph Esper 1796.  Cupressopathes paniculata ingår i släktet Cupressopathes och familjen Myriopathidae. Inga underarter finns listade i Catalogue of Life.